# مايك ديفيز
مايك ديفيز (بالإنجليزية: Mike Davies)‏ (19 يناير 1966 سترتفورد المملكة المتحدة - ) هو لاعب كرة قدم بريطاني يلعب كمدافع.

## روابط خارجية
- مايك ديفيز على موقع قاعدة بيانات كرة القدم.إي يو (الإنجليزية)
- مايك ديفيز على موقع Soccerbase.com (لاعب) (الإنجليزية)